# Parc Rosenbad
Le parc Rosenbad (en suédois : Rosenbadsparken) est un parc public situé dans le quartier de Norrmalm à Stockholm en Suède. 

## Description
Le parc Rosenbad est un parc situé à Norrmalm dans le triangle entre Fredsgatan et Strömgatan, à l'ouest du l'ilôt urbain Rosenbad. 
Le parc a reçu nom du bâtiment Rosenbad en 2000. 
L'endroit s'appelait auparavant simplement Rosenbad et avec Rödbodtorget il se nommait Röda Bodarna.
En janvier 2009, un comité de nommage unanime a proposé que le parc honore désormais Tage Erlander et s'appelle Tage Erlanders Park, mais la majorité du comité d'urbanisme s'yest opposée. Dans un communiqué de presse, la conseillère municipale chargée de l’urbanisme, Kristina Alvendal, a écrit que «pour des raisons démocratiques, l’emplacement en face du bureau du Premier ministre ne devrait pas être politisé. »

## Galerie

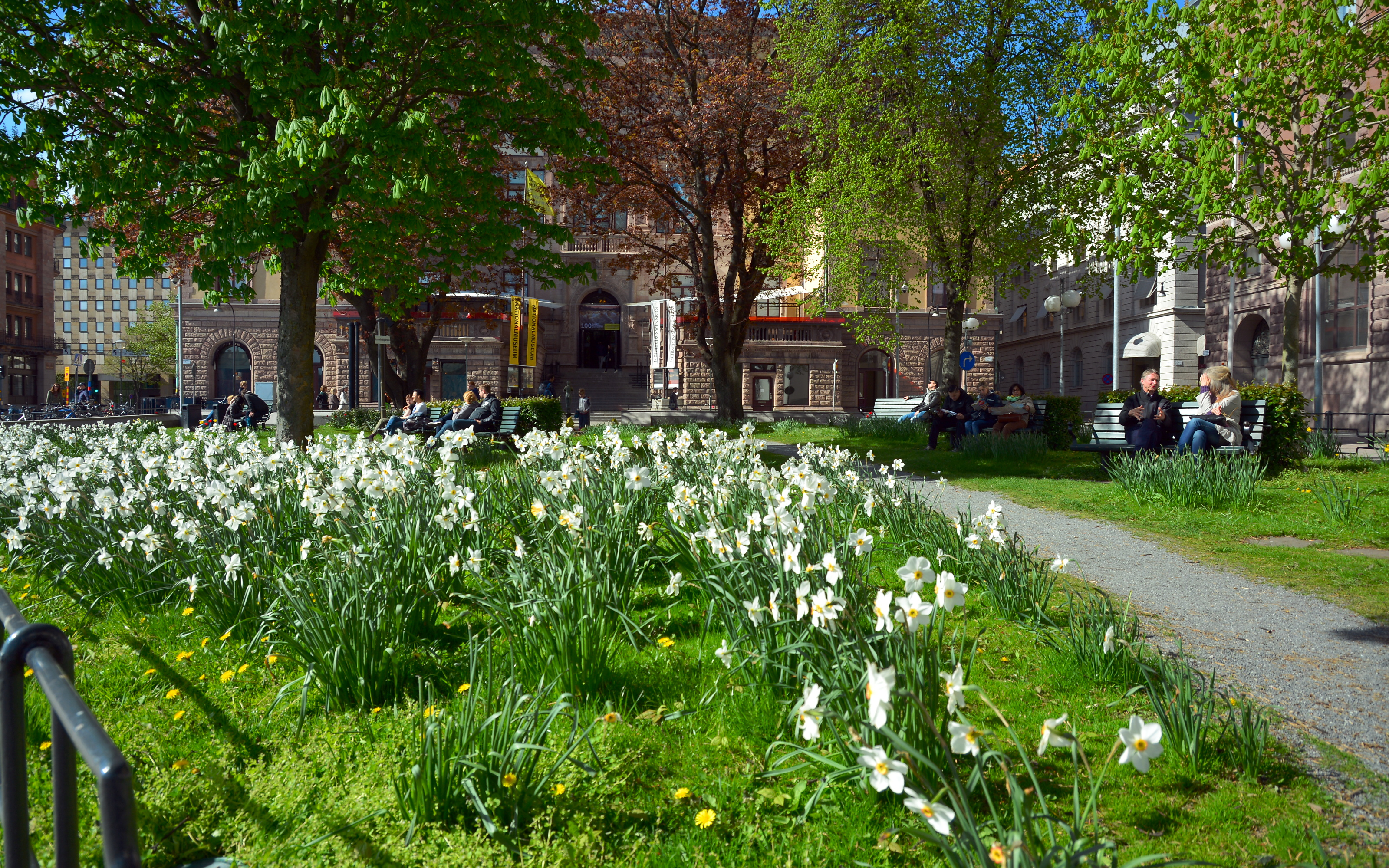
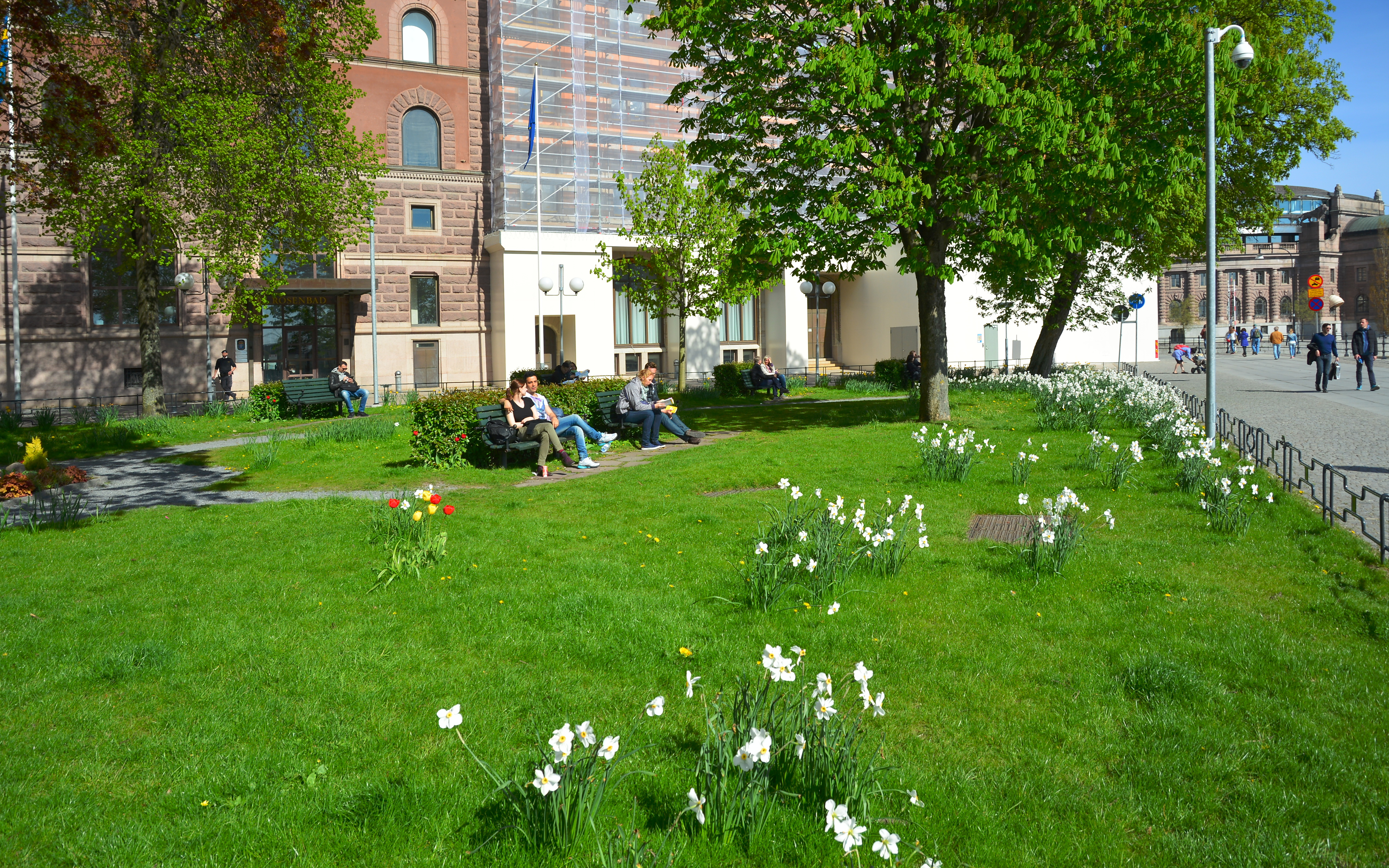
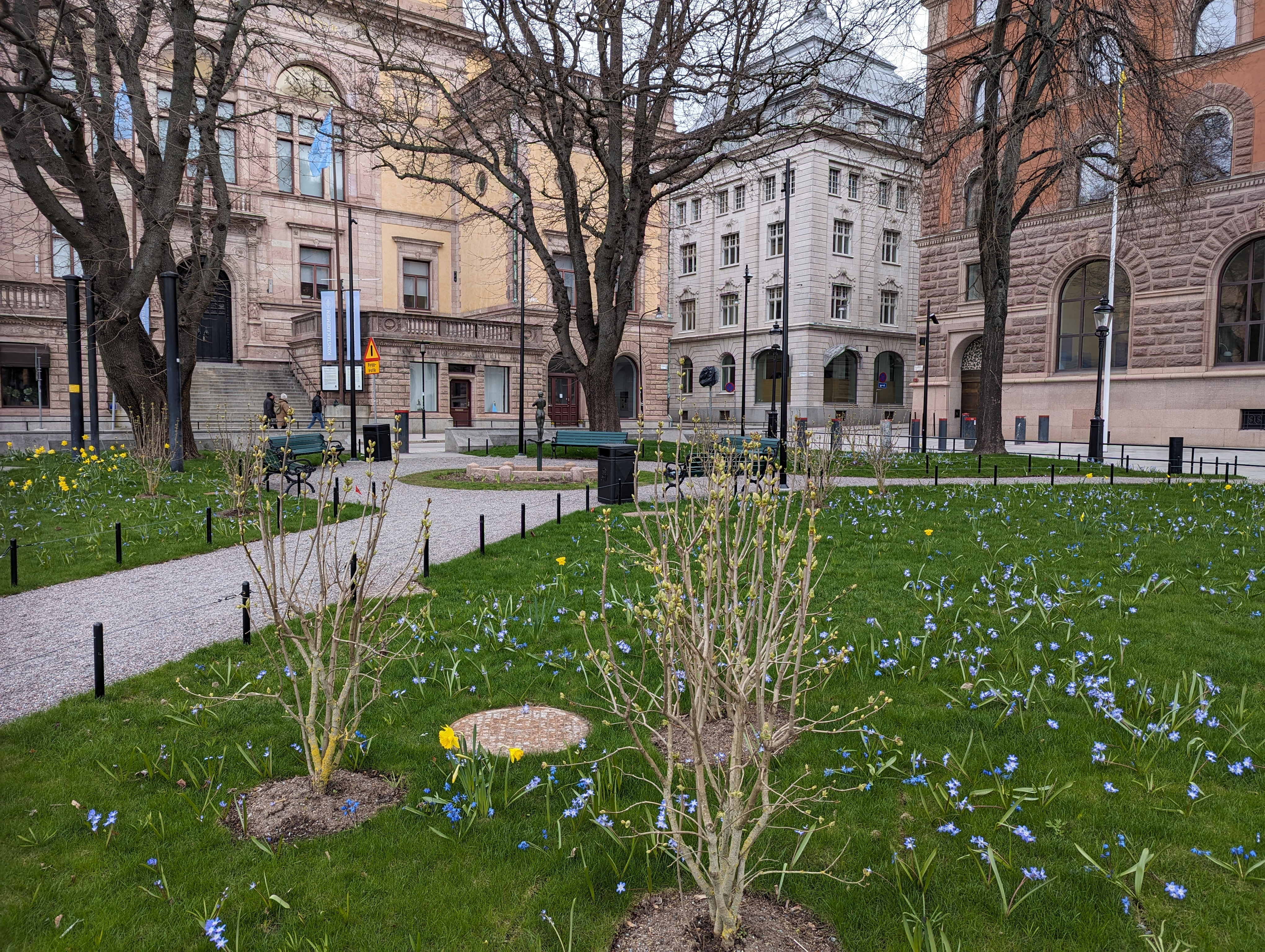

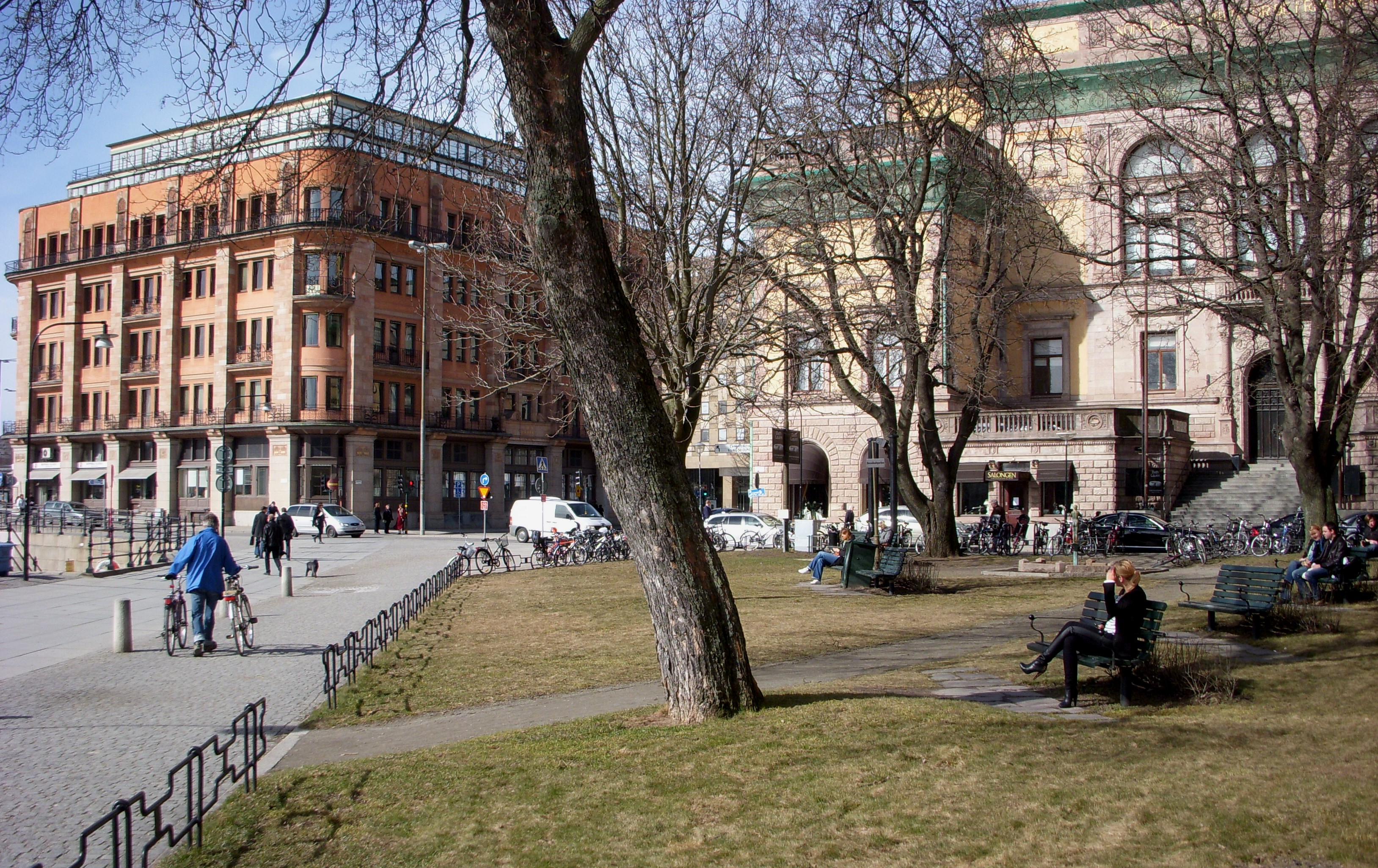
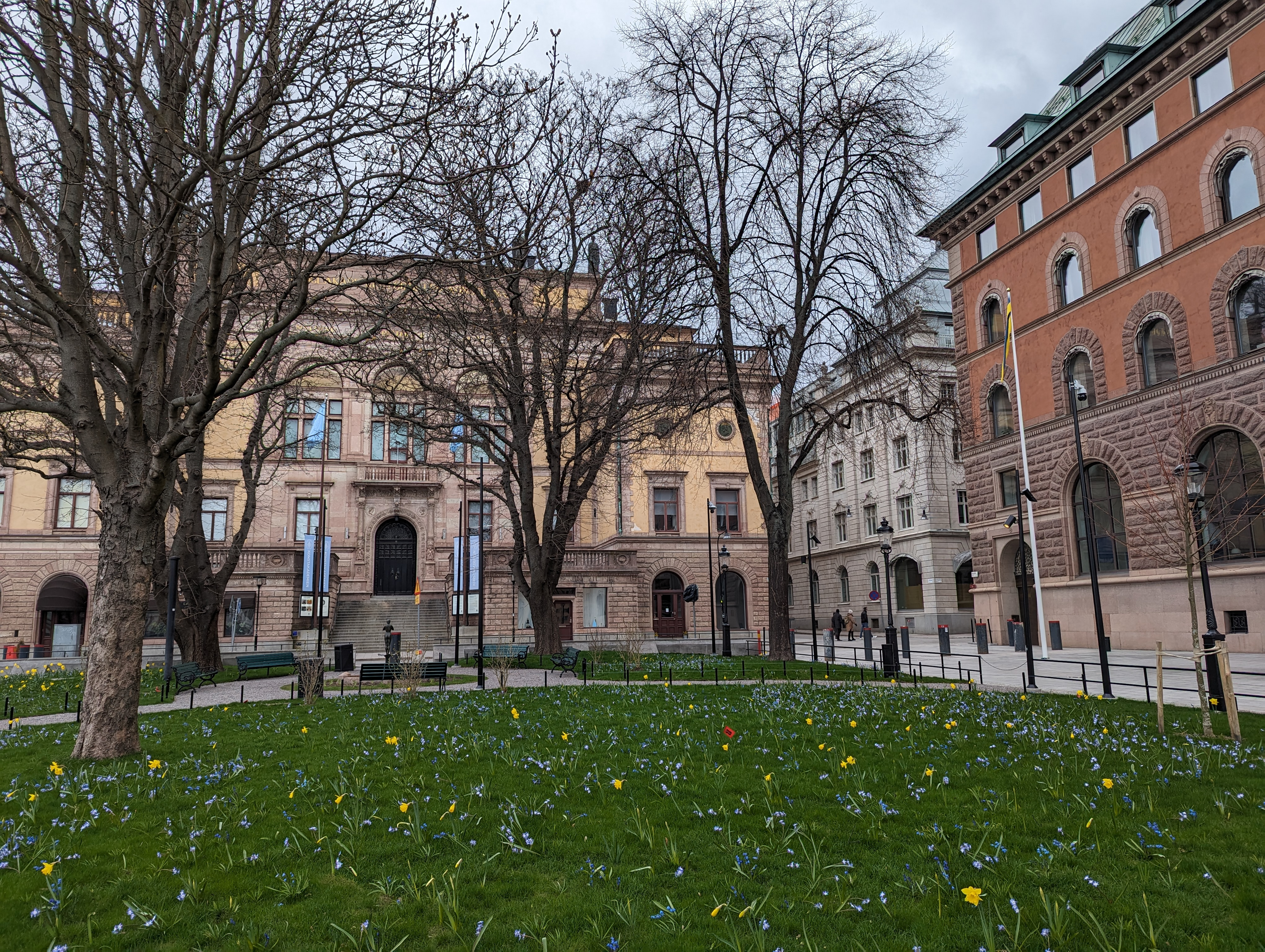
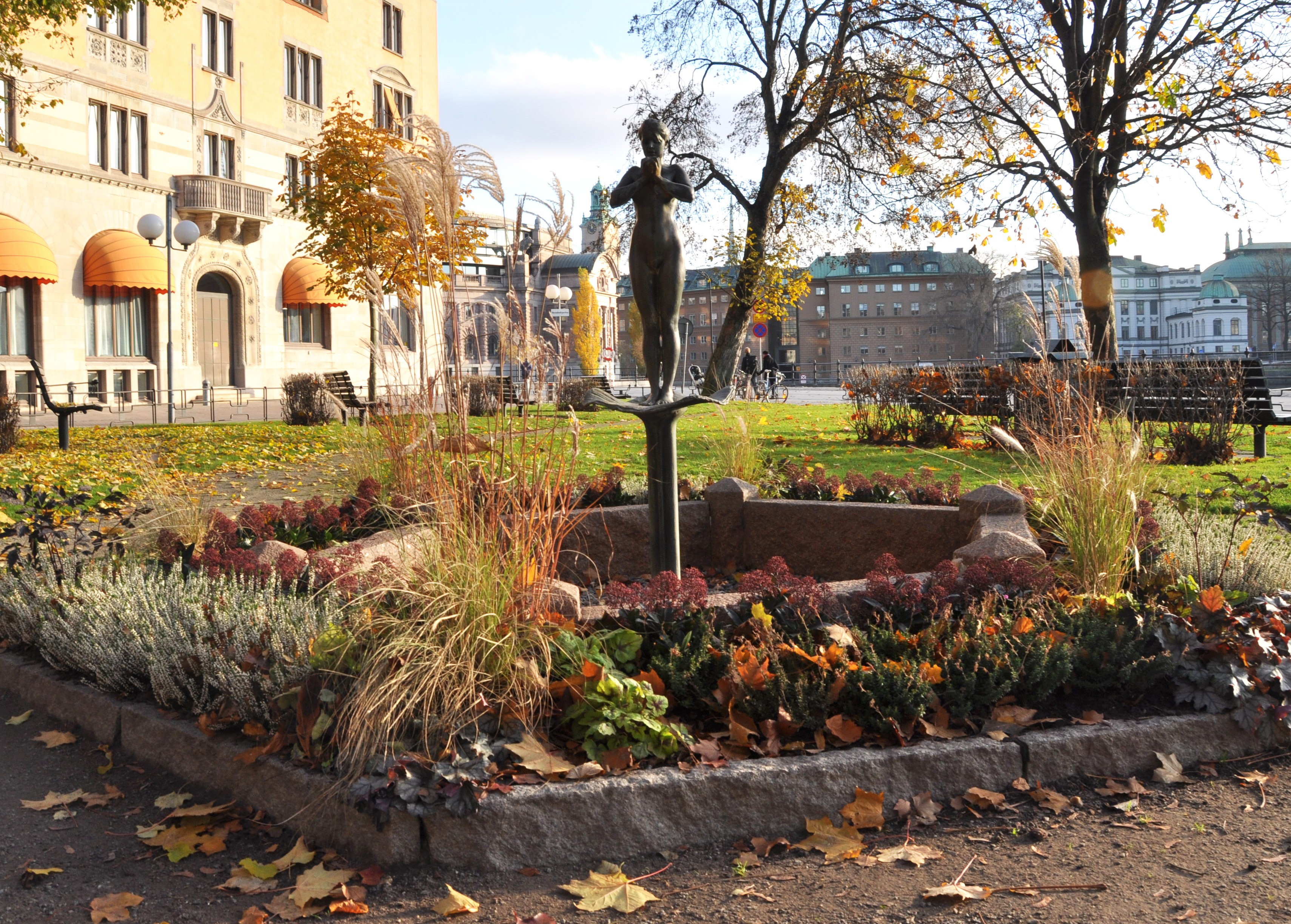